# Nicole Questiaux
Nicole Questiaux (ur. 19 grudnia 1930 w Nantes) – francuska urzędniczka państwowa i działaczka polityczna, deputowana oraz minister solidarności narodowej.

## Życiorys
Kształciła się na Uniwersytecie Paryskim. Ukończyła studia w Instytucie Nauk Politycznych w Paryżu, a w 1955 została absolwentką École nationale d’administration. Pracowała jako urzędniczka w Radzie Stanu, stopniowo awansując w jej strukturze. W latach 1963–1974 była komisarzem rządowym do spraw tej instytucji przy Zgromadzeniu Narodowym. Działała w Konwencie Instytucji Republikańskich, następnie związana z Partią Socjalistyczną.
Od maja 1981 do czerwca 1982 była ministrem solidarności narodowej w pierwszym i drugim rządzie premiera Pierre’a Mauroy. W pierwszym z tych gabinetów (od maja do czerwca 1981) pełniła też funkcję ministra stanu. W 1981 krótko wykonywała mandat deputowanej do Zgromadzenia Narodowego V Republiki VII kadencji.
Od 1984 do 1986 pełniła funkcję przewodniczącej Krajowej Komisji Konsultacyjnej ds. Praw Człowieka. W latach 1988–1995 kierowała sekcją Rady Stanu do spraw robót publicznych. Powoływana również w skład krajowych i międzynarodowych gremiów zajmujących się bioetyką.